# Kirtinagar
Kirtinagar es un pueblo y  nagar Panchayat situado en el distrito de Tehri Garhwal,  en el estado de Uttarakhand (India). Su población es de 1517 habitantes (2011). Se encuentra a 39 km de Tehri.

## Demografía
Según el censo de 2011 la población de Kirtinagar era de 1517 habitantes, de los cuales 890 eran hombres y 627 eran mujeres. Kirtinagar tiene una tasa media de alfabetización del 81,25%, superior a la media estatal del 78,82%: la alfabetización masculina es del 79,08%, y la alfabetización femenina del 84,53%.